# Kurnool
Kurnool (Telugu: కర్నూలు Karnūlu [ˈkʌrnuːlu], auch Karnul) ist eine Stadt im indischen Bundesstaat Andhra Pradesh.
Kurnool liegt 180 km südlich Hyderabads am rechten Flussufer der Tungabhadra.
Die Stadt (Kurnool Municipal Corporation) hat rund 425.000 Einwohner (Volkszählung 2011) und ist Verwaltungssitz des gleichnamigen Distrikts.
Kurnool war die Hauptstadt des ehemaligen Bundesstaates Andhra, der 1953 aus dem Staat Madras herausgelöst wurde und 1956 mit dem States Reorganisation Act im neuen Bundesstaat Andhra Pradesh aufging. Der ursprüngliche Name Kandenaolu (కందెనవోలు) der über 2000 Jahre alten Stadt wurde bei ihrer Übernahme durch die Britische Ostindien-Kompanie zu „Kurnool“ anglisiert.

## Persönlichkeiten
- Anjali Sarvani (* 1997), Cricketspielerin